# Воронина, Татьяна Евгеньевна
Татья́на Евге́ньевна Воро́нина (род. 4 января 1962 года, село Защитное, Щигровской район, Курская область) — российский политик, депутат Государственной Думы Федерального собрания Российской Федерации VII созыва, член фракции «Единая Россия» по Курскому одномандатному округу № 109 (2016—2021).

## Биография
В 1987 году получила высшее образование по специальности «Инженер-экономист путей сообщения» окончив Всесоюзный заочный институт инженеров железнодорожного транспорта.
С 1978 по 1989 год работала в отделе статистического учёта и отчётности Курского отделения Московской железной дороги, занимала должности оператора, техника, начальника отдела статистического учёта и отчётности Курского отделения Московской железной дороги. С 1989 по 2001 год работала начальником планово-экономического отдела Курского отделения Московской железной дороги.
С 2001 по 2002 год работала в ООО "Автоцентр «Черноземье» — официального дилера «АвтоВАЗа» на территории Курской области в должности заместителя директора. В 2002 году была назначена по совместительству генеральным директором ещё одного дилера АвтоВаза — ОАО «Курск-Лада». Была генеральным директором до 2011 года, также до конца 2011 года была основным владельцем ООО "Автоцентр «Черноземье» с долей в 40 %, позже свою долю в компании передала сыновьям, 68,6 % — Артёму Воронину, 29,4 % — Евгению Воронину. В 2016 году её сыновья были признаны банкротами по искам физических лиц, а сама Воронина признана банкротом по иску ВТБ.
Отдельно объёмы задолженностей Ворониной и её сыновей перед заявителями — физическими лицами в документах суда не указываются, однако известна что общая сумма долга Ворониной и её сыновей банку ВТБ составляет более 185 млн руб. Общая сумма задолженности состоит из пяти не выплаченных кредитов, которые были выданы банком в 2012—2013 годах пополнение оборотных средств предприятию семьи Ворониных — официальному курскому дилеру Автоваза ООО «Автоцентр „Черноземье“». Председатель областной думы Воронина и её сыновья выступали в качестве поручителей по этим кредитам. О банкротстве Председателя Курской областной Думы Ворониной сообщала Российская газета, а также портал газеты «Народный журналист».
С 2007 году избрана депутатом Курской областной думы IV созыва. Исполняла депутатские полномочия на непостоянной основе. В 2011 году была повторно избрана Курской областной Думы V созыва, была избрана заместителем председателя Думы, с 16 мая 2013 г. — избрана председателем Курской областной думы.
В феврале 2016 года была признана несостоятельным банкротом на основании иска ПАО ВТБ.
В сентябре 2016 года баллотировалась в Госудуму от партии «Единая Россия», по результатам распределения мандатов была избрана депутатом Государственной Думы РФ VII созыва по одномандатному избирательному округу № 109.
Уже будучи депутатом Госдумы Татьяна Евгеньевна Воронина,в рамках процедуры банкротства была лишена своей доли в доме в Курске. Причиной процедуры банкротства Ворониной стал долг в размере 189,2 млн рублей. Дом на Тускарной был продан с торгов по минимальной цене. За 1 млн 300 тысяч рублей житель Московской области приобрёл 7/10 долей депутата Ворониной в жилом доме общей площадью 263,1 м² на участке в 1 тыс. кв.м.. 
В декабре 2019 года завершилась процедура банкротства Ворониной.

## Законотворческая деятельность
С 2016 по 2019 год, в течение исполнения полномочий депутата Государственной Думы VII созыва, выступила соавтором 19 законодательных инициатив и поправок к проектам федеральных законов. 

## Сведения о доходах и собственности
- Антикоррупционная декларация за 2014 год. Председатель, депутат Курской областной думы пятого созыва. Доход 2 миллиона 659 тысяч 55 рублей[14].
- Антикоррупционная декларация за 2015 год. Председатель, депутат Курской областной думы пятого созыва. Доход 2 миллиона 637 тысяч 250 рублей[14].
- Антикоррупционная декларация за 2016 год. Депутат Государственной Думы. Доход 3 миллиона 590 тысяч 553 рубля[14].
- Антикоррупционная декларация за 2017 год. Депутат Государственной Думы. Доход 4 миллиона 632 тысяч 173 рубля[14].
- Антикоррупционная декларация за 2018 год. Депутат Государственной Думы. Доход 6 миллионов 587 тысяч 542 рубля[14].

## Награды и звания
- Почётная грамота Совета Федерации Федерального Собрания РФ[3].
- Дважды обладатель Почётного звания «Менеджер года», в 2005 и 2006 году[3].